# Calledema argenta
Calledema argenta är en fjärilsart som beskrevs av William Schaus 1905. Calledema argenta ingår i släktet Calledema och familjen tandspinnare. Inga underarter finns listade i Catalogue of Life.